# Dom tkaczy przy ul. Nadrzecznej 2 w Nowej Rudzie
Dom tkaczy przy ul. Nadrzecznej 2 – budynek mieszkalnyw Nowej Rudzie, dwukondygnacyjny, z XVII wieku, przebudowany w 1806 r. i w XX wieku. Dom skierowany jest szczytem do rzeki Włodzicy, jego podcienia tworzą ciąg uliczny z numerami: 1, 2, 3, 5, 6, 7. Dom posiada sklepienie łukowe. Wejście do budynku znajduje się w podcieniach, a na kamiennym portalu widnieją daty 1680 i 1797. Sień przechodząca w przechód ma drugie wejście prowadzące na podwórze. 
Podobny ciąg dziewięciu budynków z podcieniami do lat 70. XX w. istniał po prawej stronie rzeki przy ul. Łukowej. Ze względu na zły stan techniczny zostały rozebrane, z wyjątkiem jednego nr 10.

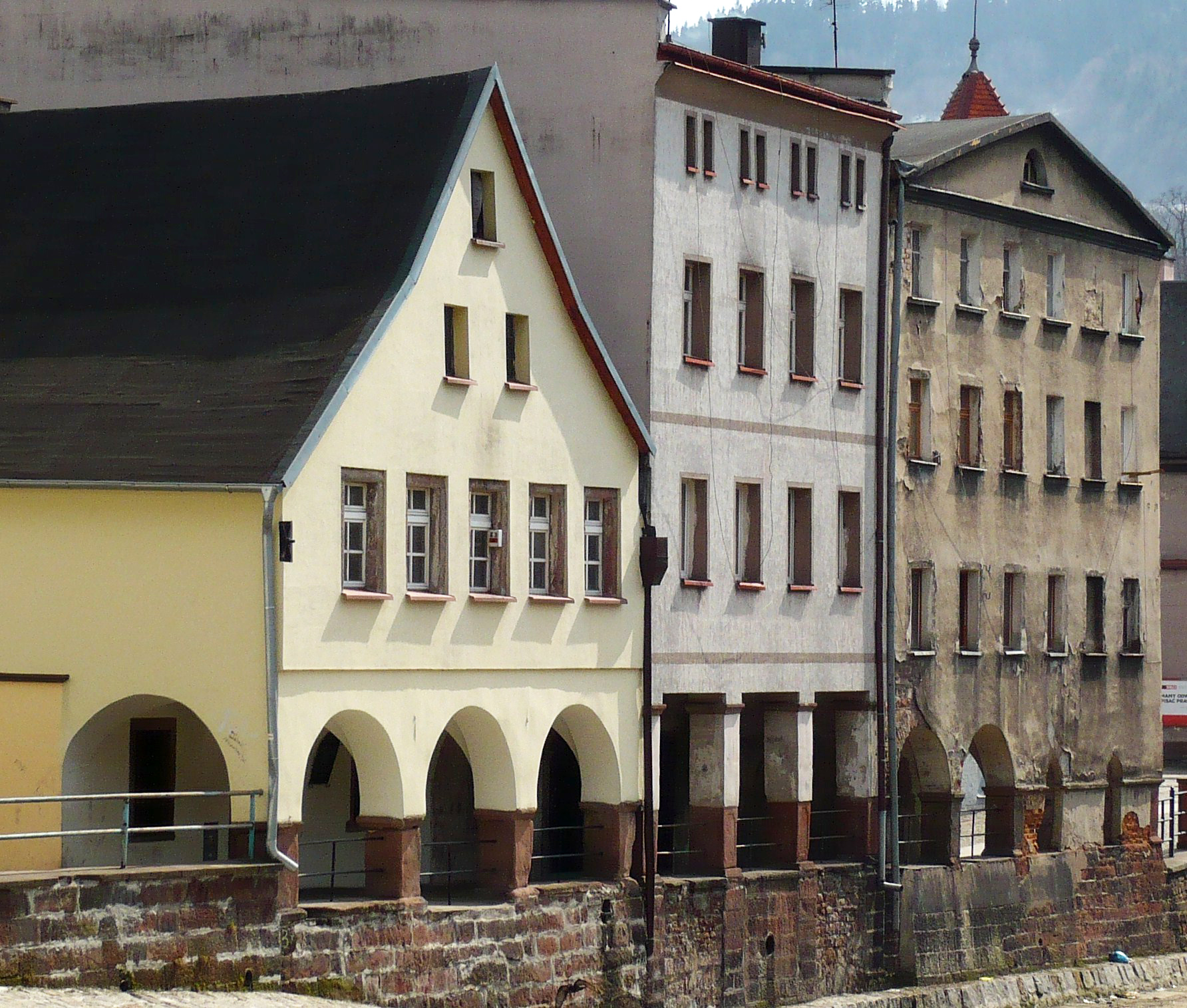
ul. Nadrzeczna od lewej nr 3, 2, 1
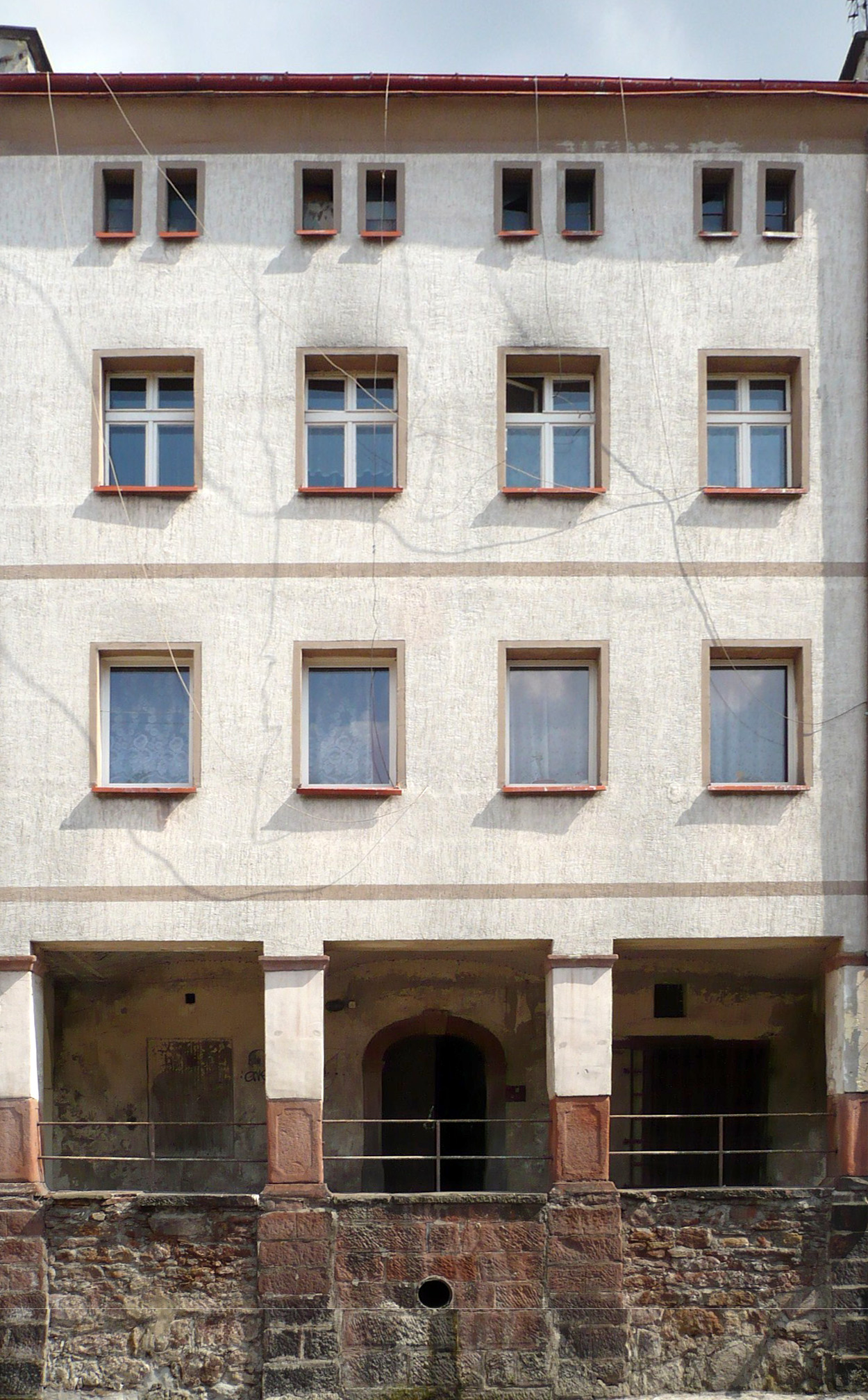
Front
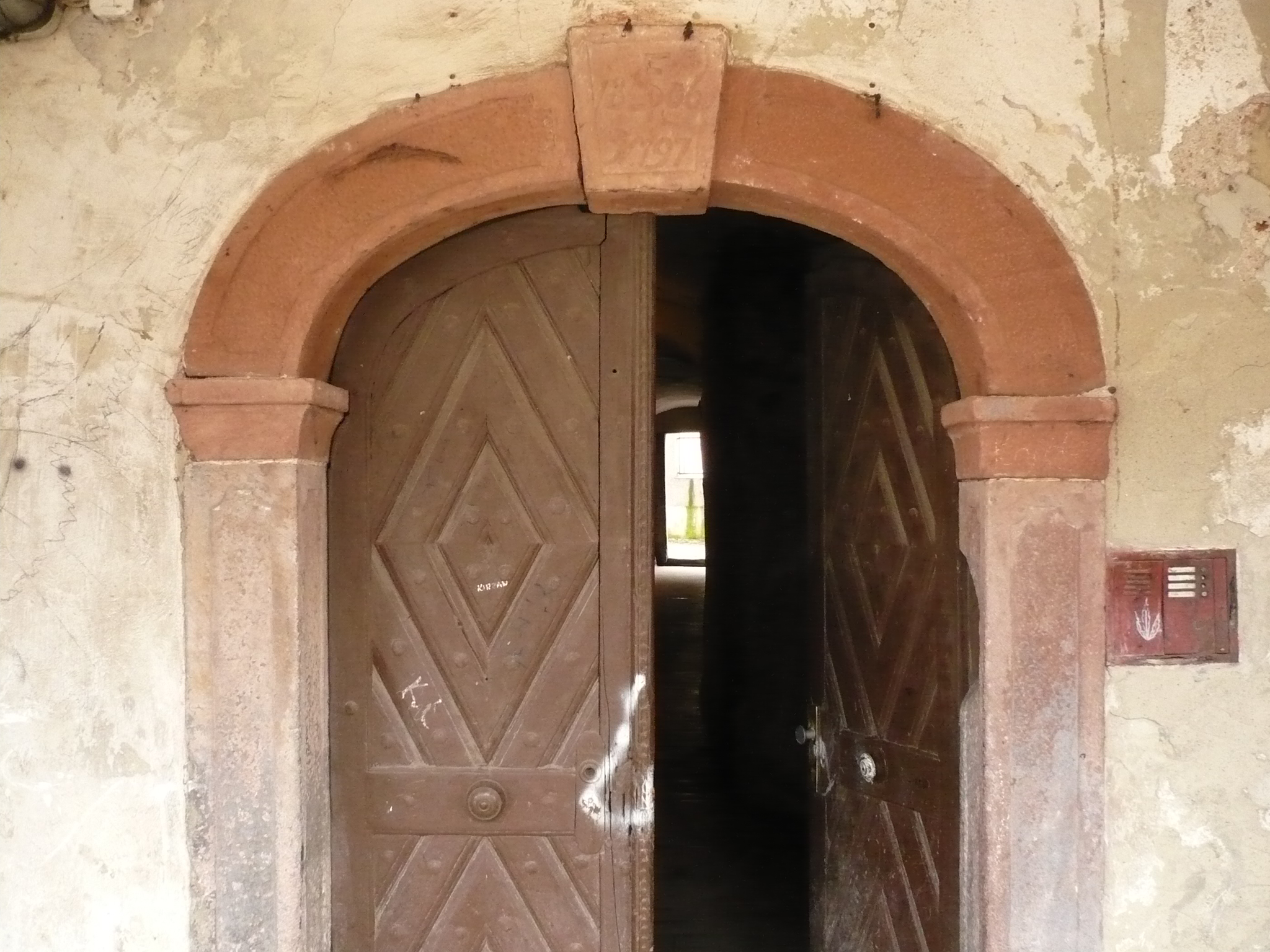
ul. Nadrzeczna 2, brama
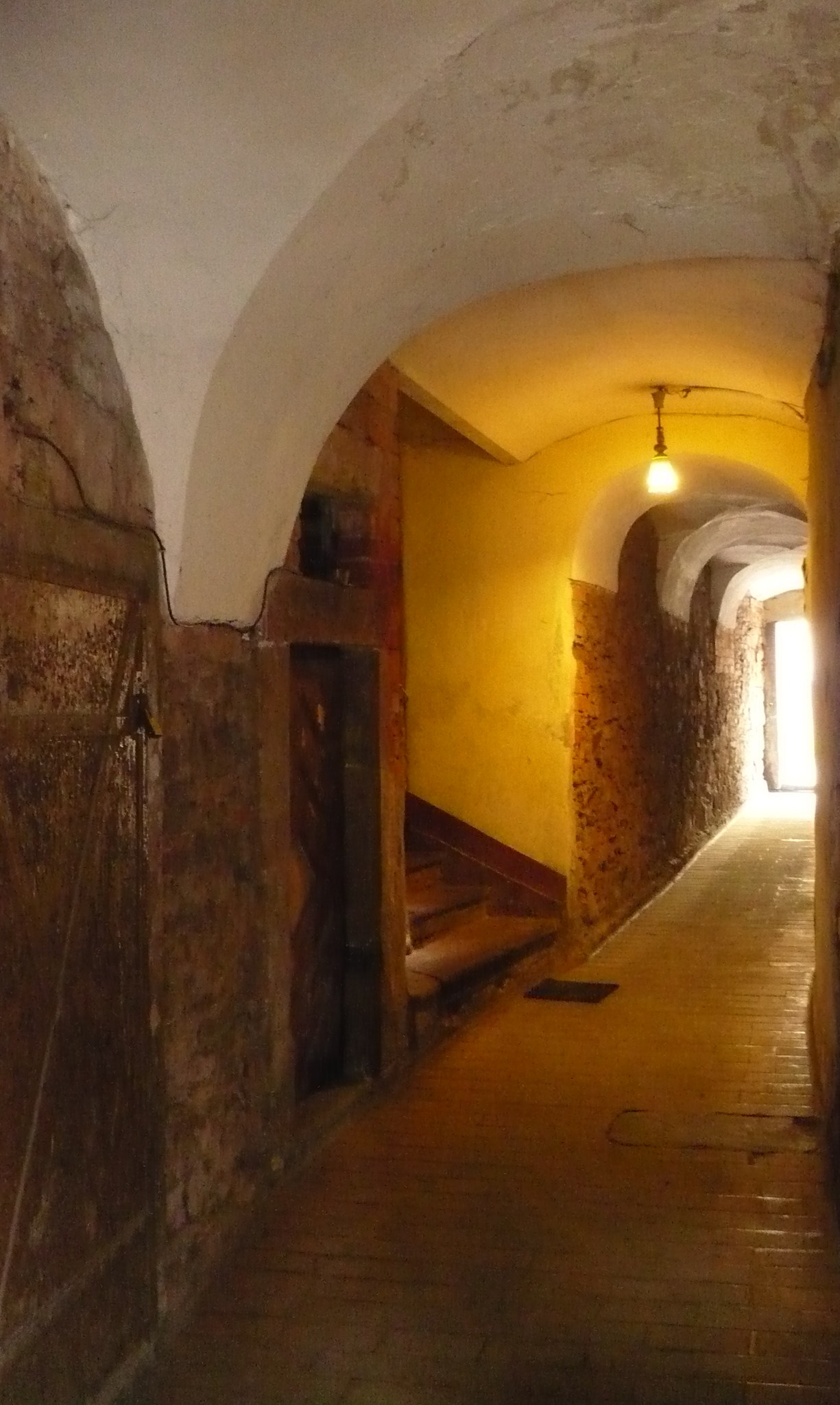
Korytarz